# دغدغک (سرده)
سرده (جنس) دغدغک‌ها (Colutea)، سرده‌ای از گیاهان است از تیره باقلائیان (Papilionaceae یا Fabaceae) و راسته باقلاسانان (Fabales).

سرده دغدغک‌ها شامل حدود ۲۵ گونه از بوته‌های برگریز با بلندی ۲ تا ۵ متر است که بومی جنوب اروپا، شمال آفریقا و جنوب غربی آسیا هستند.
این درختچه در مناطق استپی مرتفع و در نقاط مختلف ایران رویش پیدا می‌کند. گل‌های آن زرد و میوه آن درشت و میان خالی است که به همین علت به آن دغدغک می‌گویند.